# Væb
A Væb (stilizálva: VÆB, kiejtése: [ˈvaip:], jelentése: vibe, vagyis érzés) egy izlandi elektronikus zenei duó, amelyet két testvér, Matthías Davíð Matthíasson és Hálfdán Helgi Matthíasson alkotnak. Ők képviseliték Izlandot a 2025-ös Eurovíziós Dalfesztiválon, Bázelben Róa című dalukkal.

## Történet
A Væb 2022 szeptemberében debütált a Væb tékk című stúdióalbumukkal, amelyet az Aron Can (Borðar kál) (tisztelgés az azonos nevű művész előtt) és a Þetta kallar á drykk című kislemezek előztek meg. Az Ofboðslega frægur (2023) remixével, amelyet Ingi Bauerrel közösen készítettek, először értek el kereskedelmi sikereket, és bekerültek a Tónlistinn 20-as listájára. A Tölur tala szintén felkerült a nemzeti slágerlistára, és a 21. helyen végzett.
2024 februárjában a Væb részt vett a Söngvakeppnin izlandi eurovíziós nemzeti döntőben a Bíómynd című dallal. Az elődöntőn túljutva bejutottak a döntőbe, ahol a negyedik helyen végeztek. Ennek ellenére a Bíómynd volt a verseny legnépszerűbb dala, és az egyetlen, amely bejutott az izlandi top 10-be.
A következő évben a Væb ismét versenyzőként tért vissza a Söngvakeppninbe. A Róa című dallal az elődöntőből a döntőbe jutottak, ahol mind a zsűri, mind a közönség kedvenceként győzedelmeskedtek, ezzel kivívva a jogot, hogy Izlandot képviseljék a 2025-ös Eurovíziós Dalfesztiválon. Emellett a Róa a duó legjobb helyezését érte el a Tónlistinn listán, ahol a negyedik helyig jutott.
Az Eurovíziós Dalfesztivál május 13-án rendezett első elődöntőjéből hatodik helyezettként jutottak tovább a döntőbe, ahol végül a huszonötödik, utolsó előtti helyen végeztek.

## Tagok
- Matthías Davíð Matthíasson (született: 2004. december 7.)
- Hálfdán Helgi Matthíasson (született: 2003. június 4.)

## Diszkográfia

### Albumok
- 2022 – Væb tékk

### EP-k
- 2024 – Væbauer (Ingi Bauerrel közösen)

### Kislemezek
- 2022 – Aron Can (Borđar kál)
- 2022 – Þetta kallar á drykk
- 2022 – Ríðum ríðum (Háskival és a Rokkkór Íslands-szal közösen)
- 2022 – Alveg dagsatt (Villi Netóval, Reynirrel és Barnakór Lindakirkjuval közösen)
- 2023 – Ofbođslega frægur (Remix) (Ingi Bauerrel közösen
- 2023 – Tölur tala (Herra Hnetusmjörrel közösen)
- 2023 – Sömmer Baby (Lil Curly-vel közösen)
- 2023 – Ég er á leiðinni (Remix)
- 2024 – Bíómynd / Movie Scene
- 2024 – Til hamingju
- 2025 – Róa